# Amíctico

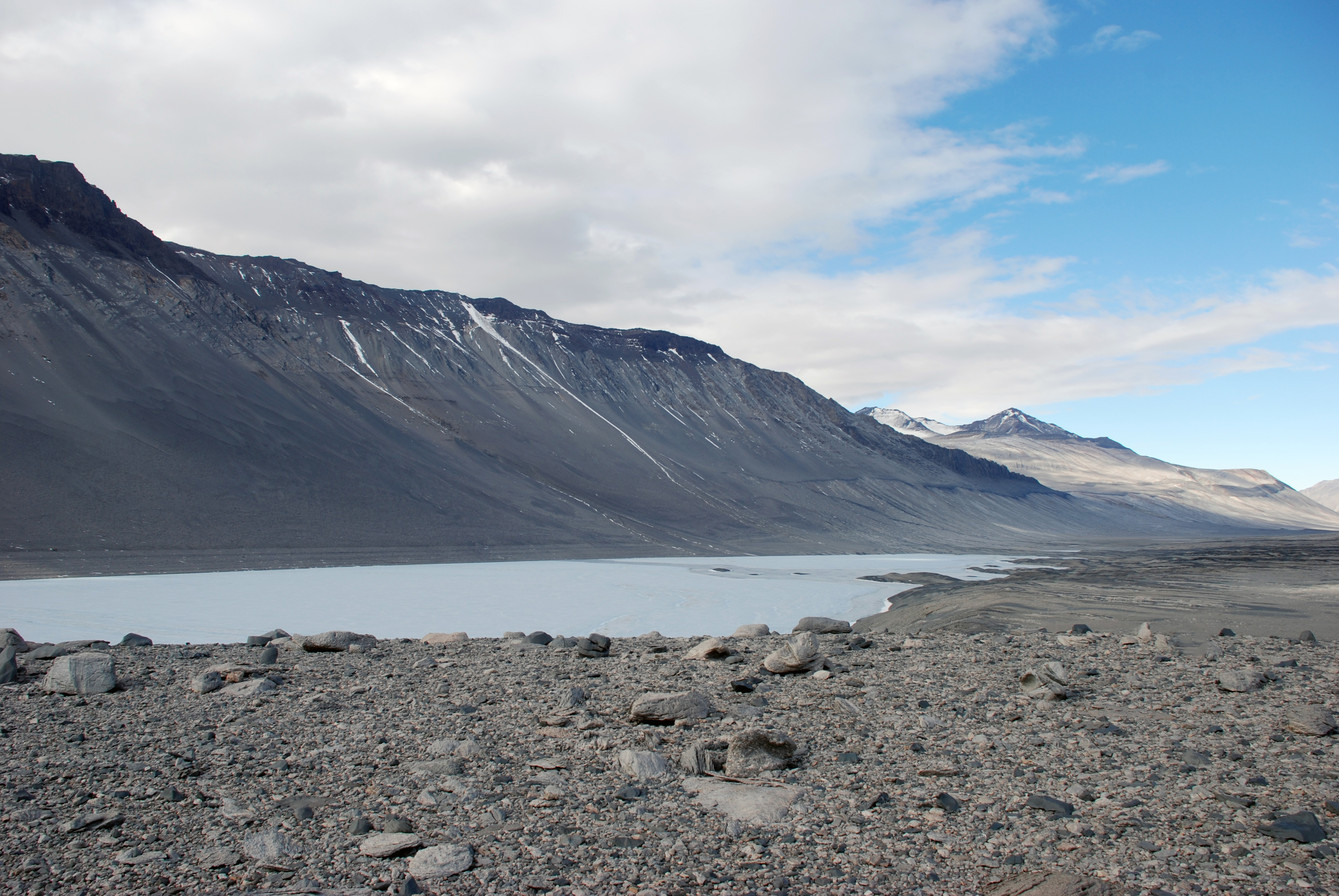
Lago Vanda es un lago amíctico en el valle Wright, en la Tierra de Victoria, Dependencia Ross, Antártida.

Amíctico es una calificación que se aplica a los lagos cuyas aguas no se mezclan nunca. Habitualmente, esto se debe a ser lagos de zonas muy frías, que siempre están helados.
Los lagos amícticos se encuentran en las zonas árticas y antárticas, así como en las regiones con las más altas montañas, como los Alpes, los Andes y el Himalaya.